# Длиннохвостый дикобраз
Длиннохвостый дикобраз (Trichys fasciculata) — вид грызунов семейства Hystricidae. Единственный представитель рода Trichys, обитающий на части Малайского полуострова, на островах Борнео и Суматра в лесах и посевных площадях.
Внешне напоминает большую крысу. Длина тела 35—48 см, хвоста 17,5—23 см, вес 1,75—2,25 кг. Мех сверху коричневый, снизу беловатый. Тело покрыто равными, гибкими иглами умеренной длины. Так как иглы находятся преимущественно сзади, при обороне он поворачивается спиной к противнику. Хвост коричневый и чешуйчатый, он легко отрывается и много взрослых особей, особенно женского пола, — бесхвостые. Передние ноги имеют четыре пальца, а задние — пять, все связанные непрерывными мембранами и вооружённые толстыми когтями.
Длиннохвостый дикобраз не может ощетиниваться и трещать своими иглами. Активность проявляет преимущественно ночью. Хотя это преимущественно наземное существо, он может хорошо лазать на деревья и кусты. Убежище находит в пещерах, расщелинах, подземных норах, вырытых другими млекопитающими; могут также рыть норы сами в мягком грунте тропических лесов. Главным образом травоядные (особенно любят фрукты, семена, побеги бамбука), но могут питаться и беспозвоночными. Имеются сообщения, что животные уничтожают ананасы в некоторых областях.